# Luis Ubiña
Ignacio Luis Ubiña (Montevideo, 1940. június 7. – Montevideo, 2013. július 17.) uruguayi válogatott labdarúgó. 

## Pályafutása

### A válogatottban
1965 és 1973 között 33 alkalommal szerepelt az uruguayi válogatottban és 1 gólt szerzett. Részt vett az 1966-os és az 1970-es világbajnokságon.

## Sikerei, díjai
Nacional
- Uruguayi bajnok (4): 1969, 1970, 1971, 1972
- Copa Libertadores (1): 1971
- Interkontinentális kupagyőztes (1): 1971
- Copa Interamericana (1): 1972